# Indra Arendz
Indra Arendz (23 mei 1969) is een Nederlands langebaanschaatsster.
In 1991 nam Arendz deel aan de NK Afstanden op de 1000 en 1500 meter.

## Records

### Persoonlijke records[3]
| Afstand    | Tijd    | Datum            | Baan       |
| ---------- | ------- | ---------------- | ---------- |
| 500 meter  | 43,83   | 20 maart 1987    | Heerenveen |
| 1000 meter | 1.28,35 | 19 maart 1987    | Heerenveen |
| 1500 meter | 2.16,73 | 5 februari 1990  | Berlijn    |
| 3000 meter | 4.48,01 | 5 februari 1990  | Berlijn    |
| 5000 meter | 9.05,80 | 20 november 1986 | Inzell     |